# Forum international pour la paix
 (février 2011).
Si vous disposez d'ouvrages ou d'articles de référence ou si vous connaissez des sites web de qualité traitant du thème abordé ici, merci de compléter l'article en donnant les références utiles à sa vérifiabilité et en les liant à la section « Notes et références ».
Pour les articles homonymes, voir Forum international.
Le Forum international pour la paix est une association française fondée et présidée par Ofer Bronchtein.

## Missions
L'objectif de l'association est de soutenir toutes mesures concrètes visant à mettre en place les fondements d'une coopération future et durable entre les deux peuples.
1. Promouvoir la paix et favoriser le dialogue entre Israéliens et Palestiniens, en soutenant toute initiative de réconciliation au Proche-Orient.
2. Soutenir et encourager les partenariats possibles pour favoriser le développement au Proche-Orient qu'ils soient d'ordre politique, culturel, social, économique ou pédagogique.
3. Développer le même type de projets et favoriser un dialogue en France et en Europe entre les différentes communautés dans leurs diversités afin que cessent les tentatives d'importation du conflit israélo-palestinien, notamment dans les quartiers.
4. Promouvoir des projets d'action citoyenne ayant pour but le renforcement de la démocratie et de la justice sociale.

## Histoire
L'association est fondée en 2002 par Ofer Bronchtein, Israélien, ancien collaborateur d'Itzhak Rabin ainsi que par Anis al-Qaq (en), alors représentant de l'Autorité palestinienne en Suisse. Les deux hommes, qui s'étaient liés d'amitié après les accords d'Oslo en 1993, ont depuis travaillé ensemble au rapprochement et à la réconciliation des deux communautés.
En février 2010, les gouverneurs de Jénine et de Gilboa et leurs équipes sont venus en France et en Espagne à l'invitation du Forum et du gouvernement espagnol. Ils ont été reçus, en Espagne par le ministère des Affaires étrangères, le groupe parlementaire chargé du Moyen-Orient, la fédération espagnole des élus locaux...et à Paris, par le Quai d'Orsay et la cellule élyséenne de l'Union pour la Méditerranée qui a organisé la présentation du projet aux bailleurs institutionnels.
À la demande du Premier ministre palestinien, Salam Fayyad, le Forum a organisé du 29 juin au 2 juillet 2010 4 jours de formation à l'attention d'une délégation de 5 membres de l'Autorité palestinienne.
À la demande de Mahmoud Abbas et en liaison avec le nouvel ambassadeur de la Mission de Palestine en France, Hael al Fahoum, Ofer Bronchtein a organisé le 26 septembre 2010, la première rencontre entre un Président de l'Autorité palestinienne et des personnalités de la communauté juive française comme le philosophe Alain Finkielkraut, les journalistes Jean-Pierre Elkabbach, Ruth Elkrief, la dirigeante de l'UEFJ Arielle Schwab, le président du Mémorial de la Shoah Eric de Rothschild, l'ancien Grand Rabbin René-Samuel Sirat ou encore l'ancienne secrétaire d'État Nicole Guedj. L'association signe plusieurs tribunes.